# Aboul Ibrahim
Aboul Ibrahim, de son nom complet Aboul Ibrahim Ahmad ibn Muhammad (arabe : أبو إبراهيم أحمد بن محمد), est le sixième émir de la dynastie des Aghlabides régnant sur l'Ifriqiya de 856 jusqu'à sa mort le 28 décembre 863.
Succédant à son oncle Aboul Abbas Ier, il est remplacé par son frère, Ziyadat Allah II. Son règne est paisible et surtout rappelé pour ses travaux publics.